# Det Unge Grænseværn
Det Unge Grænseværn var en fællesorganisation for de eksisterende ungdomsforeninger i Sønderjylland i 1934, hvis formål var et "fælles værn og styrkelse af dansk-nordisk ånds- og kulturliv i grænselandet".

## Historie
I april 1933 besluttede repræsentanter for ungdomsorganisationerne ved et møde i Aabenraa at samarbejde på tværs af organisationerne. Mødet i Aabenraa efterfulgtes af et gymnastikstævne i Tønder den 10. maj med deltagelse af ca. 12.000 unge og et møde på Dybbøl med 40-50.000 deltagere, som tilkendegav viljen til at samle alle demokratiske kræfter mod nazismens trusler. I forlængelse af de store møder, voksede tanken om en fællesorganisation for de eksisterende ungdomsforeninger i Sønderjylland, og resultatet blev dannelsen af Det Unge Grænseværn. En af hovedpersonerne var Peter Marcussen, der blev Det Unge Grænseværns første formand.
Deres formålsparagraf lyder: "Det Unge Grænseværn er en sammenslutning af dansk ungdom, fællesorganisationer, foreninger og enkeltpersoner, til fælles værn og styrkelse af dansk-nordisk ånds- og kulturliv i grænselandet".
Det første årsmøde blev afholdt på Skamlingsbanken, der blev solgt 25.000 adgangstegn, og der mødte ekstra 5-10.000 op uden adgangstegn. For at klare den store tilstrømning af mennesker var der sat flere tog med hver 15 vogne i kraft, ekstradampere sejlede for fuld fart og ca. 1000 biler blev noteret.".
Det unge Grænseværn opnåede en stor tilslutning over hele landet. Fra 1936 udgav foreningen Folkung-Bladet, der også understregede Det unge Grænseværns nordiske orientering. I 1939 var der 30.000 medlemmer, hvortil der kom tilsluttede organisationer med titusinder af medlemmer. I grænselandet udførte Det Unge Grænseværn en mangesidet indsats med foredrag, idrætsarrangementer, folkedans, vandrerhjem, husflidskurser osv. Det unge grænseværn købte eller opførte en række ejendomme i Sønderjylland, bl.a. det store grænsehjem i Kollund (det nuværende Fakkelgården), kroen i Store Jyndevad og en ejendom i Rudbøl. I 1940 skiftede Det unge Grænseværn navn til Dansk-nordisk ungdomsforbund, hvilket skabte en vis uvilje i vide kredse, selv om det ingen betydning havde for foreningens arbejde.
Det unge Grænseværn eksisterer fortsat som et fond, hvis afkast støtter forskellige aktiviteter i Sønderjylland.